# Mikela Ristoski
Mikela Ritoski, née le 7 novembre 1989 à Pula (alors en Yougoslavie, aujourd'hui en Croatie), est une athlète handisport croate.

## Biographie
À Doha au Qatar, elle bat le record du monde du triple saut T20 avec un saut à 11,56 m et rafle l'or lors des Championnats du monde handisport 2015. C'est sa première médaille internationale dans cette épreuve. Elle était déjà médaille de bronze sur cette épreuve lors des Championnats du monde en 2013 avec un saut à 5,27 m.
Elle est sacrée championne paralympique en saut en longueur T20 aux Jeux paralympiques d'été de 2016 avec un saut à 5,79 m devant la recordwoman du monde Karolina Kucharczyk, quatre ans après avoir décroché le bronze aux Jeux paralympiques d'été de 2012 sur la même épreuve,. Elle est la deuxième athlète croate à obtenir une médaille d'or lors de ces jeux, avec la pongiste Sandra Paović. Un an plus tard, elle est sacrée championne du monde de la discipline à Londres avec un saut à 5,66 m devant les Portugaises Erica Gomes (5,48 m) et Ana Filipe (5,26 m). Cette année-là, elle est sacrée Meilleure athlète paralympique croate par le Comité paralympique croate.
Lors des Championnats d'Europe handisport à Berlin, elle termine sur la 3e marche du podium du saut en longueur T20 avec un saut à 5,52 m derrière la Polonaise Karolina Kucharczyk (6,14 m) et la Portugaise Erica Gomes (5,68 m). C'est sa première médaille internationale après une blessure à la cheville qui l'a tenu loin de la compétition pendant un an.